# Louis-Charles de Bourbon (1701-1775)
Pour les articles homonymes, voir Louis-Charles de Bourbon.
 (février 2020).
Si vous disposez d'ouvrages ou d'articles de référence ou si vous connaissez des sites web de qualité traitant du thème abordé ici, merci de compléter l'article en donnant les références utiles à sa vérifiabilité et en les liant à la section « Notes et références ».
Louis-Charles de Bourbon, né au château de Sceaux le 15 octobre 1701 où il est mort le 13 juillet 1775, est un prince français, membre de la maison de Bourbon, qui fut duc d'Aumale, duc du Maine, duc de Gisors, comte d'Eu, comte de Dreux, prince d'Anet et baron de Sceaux, ainsi que le dernier souverain de Dombes de 1755 à 1762 (date à laquelle la souveraineté est annexée au royaume de France) sous le nom de Louis-Charles Ier. 
Second fils du duc du Maine, il est un petit-fils du roi de France Louis XIV.

## Biographie

### Famille
Louis-Charles de Bourbon est le cinquième des sept enfants de Louis-Auguste de Bourbon, fils légitimé de Louis XIV, et de son épouse Louise-Bénédicte de Bourbon-Condé. 
En 1712, le roi Louis XIV, son grand-père, le nomme gouverneur de Guyenne. En 1714, l'édit du roi faisant de ses bâtards des princes du sang permet à Louis-Charles de devenir un successeur potentiel du roi et d’apparaître dans l’ordre de succession au trône (cet édit sera aboli sous la Régence). 

### Prince du sang
En 1728, il est nommé par Louis XV, chevalier des ordres du Roi et chevalier de l'ordre royal et militaire de Saint Louis.

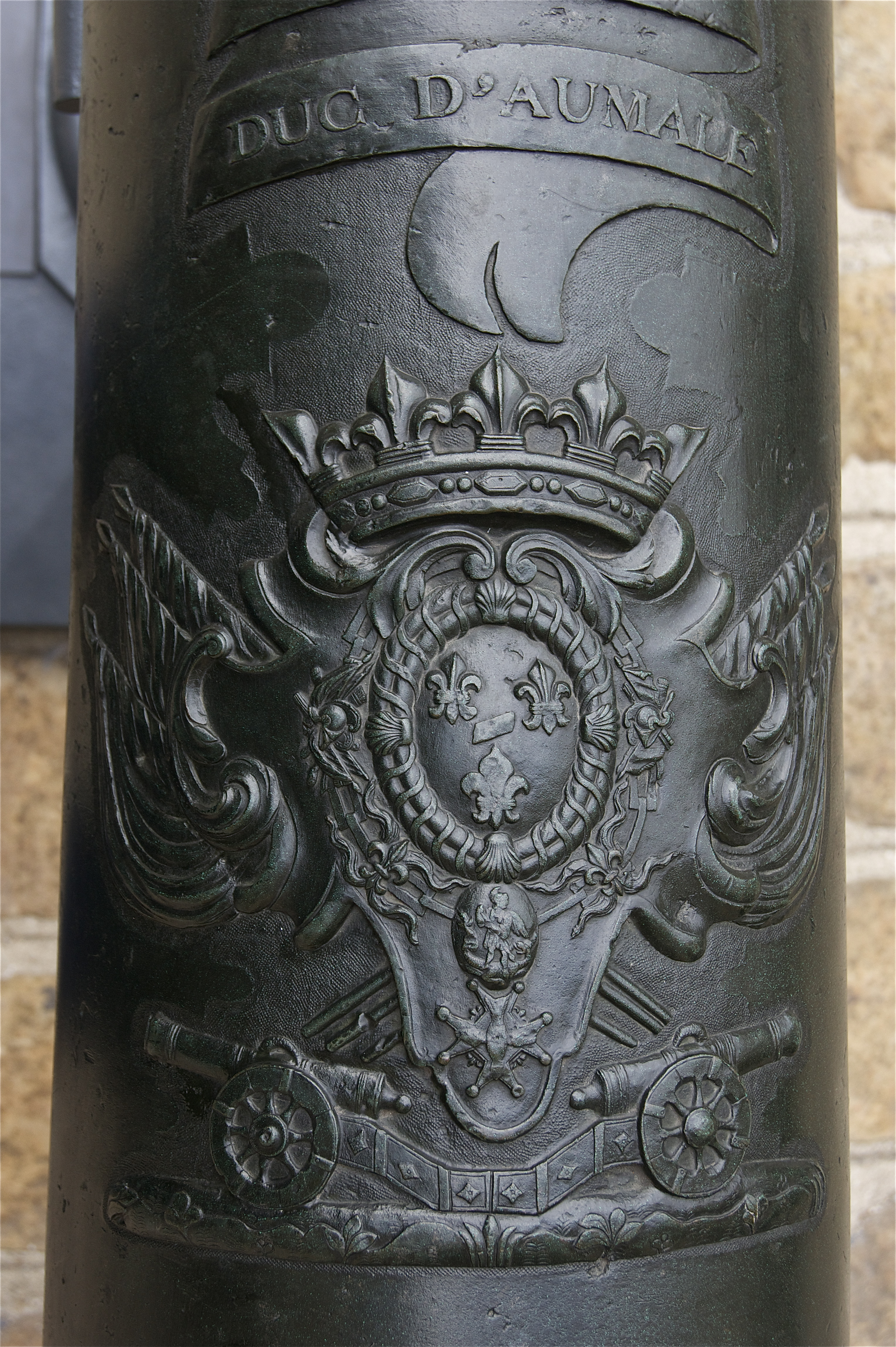
Les armoiries de Louis-Charles sur un canon aux Invalides. Les canons gravés indiquent sa qualité de grand maître de l'artillerie de France.

À la mort de son père en 1736, il prend les titres de duc d'Aumale et comte d'Eu. Il hérite également de la charge de grand maître de l'artillerie de France, dont il sera le dernier titulaire. 
Officier, il est promu maréchal de camp en 1734, puis lieutenant-général en 1735. Il sert au siège de Kehl en 1733, puis est employé à l'armée du Rhin. Il est blessé à la bataille de Dettingen en 1743. Toujours employé à l'armée du Rhin, il sert au siège de Fribourg en 1744, puis en 1745 au siège de Tournai et à la bataille de Fontenoy, à Raucoux et à Lawfeld . 

### Souverain de Dombes
En 1755, au décès de son frère aîné Louis-Auguste II, il lui succède comme souverain de Dombes ainsi que comme colonel général des Cent-Suisses et Grisons et gouverneur du Languedoc. Il hérite aussi de ses propriétés, notamment le château d'Eu, le château de Romesnil et le château d'Anet où il fait de fréquents séjours et où il s'adonne à sa passion pour la chasse. Même âgé, il continue à la suivre dans une petite voiture à roulettes.
Le 28 mars 1762, il échange avec Louis XV la souveraineté de Dombes contre le duché de Gisors et les terres de Gretz-Armainvilliers et de Pontcarré. Il abandonne également sa charge de colonel général.
Apprécié du peuple pour sa générosité, il cède la plupart de ses propriétés – le duché d'Aumale, le comté d'Eu, la principauté d'Anet notamment – à Louis XV en 1773 pour la somme de 12 millions de livres. Mais la transaction qui n'avait pas été terminée lorsque le roi meurt, est annulée par Louis XVI. Demeuré célibataire et sans enfant, il meurt en 1775 à Sceaux, où il résidait le plus souvent à la fin de sa vie, et son cousin le duc de Penthièvre hérite de tous ses biens. Il est inhumé dans l'église Saint-Jean-Baptiste de Sceaux.

## Titres
- 15 octobre 1701 - 13 juillet 1775 : Son Altesse Sérénissime Monseigneur le comte d'Eu.